# Евсеев, Василий Аркадьевич
Васи́лий Арка́дьевич Евсе́ев (укр. Василь Аркадійович Євсєєв; 30 августа 1962, Луганск — 26 июня 2010, Киев) — советский и украинский футболист. Мастер спорта СССР (1985). Мастер спорта СССР международного класса (1986).

## Биография
Воспитанник школы «Зари» (Ворошиловград). С 1980 играл за основу «Зари». В 1983 году, чтобы не идти в армию, перешёл в киевское «Динамо» к Юрию Морозову, который выявил в нём талант персональщика. В 1985 был переведён Валерием Лобановским на позицию либеро из-за игровой схемы команды. На новой позиции начал допускать много ошибок, что заставило Лобановского посадить Евсеева на лавку. В 1988, окончательно поняв, что в основу «Динамо» не пробиться, перешёл в донецкий «Шахтёр», где играл 4 сезона.
В чемпионатах СССР (высшая лига) — 203 матча, 5 голов.
В еврокубках — 8 матчей (КЕЧ — 6, КОК — 1, КУЕФА — 1).
В начале 1992 уехал в Израиль выступать за «Маккаби» Хайфа. Карьеру в Израиле продолжить не удалось из-за травмы, в итоге сезон 1992/93 начал в украинском «Эвисе». С 1993 выступал за «Текстильщик» (Камышин, июль-август), «Динамо-2» (Киев, с сентября), «Буковина» (Черновцы, 1994, по июнь), «Нива» (Винница, 1994/95), «Кристалл» (Чертков, 1995), «Уралан» (Элиста, 1996).
С 1997 года — на тренерской работе. Несколько лет помогал Павлу Яковенко в «Уралане».
Страдал от психического расстройства. 26 июня 2010 года покончил жизнь самоубийством.
Похоронен на Лесном кладбище в Киеве рядом с сыном.

## Семья
Жена — Ирина, сын — футболист Евгений Евсеев (погиб 19 августа 2011 года в ДТП), дочь Виктория.

## Достижения
- Чемпион СССР (2): 1985, 1986.
- Обладатель Кубка СССР (2): 1985, 1987.
- Медаль «За труд и победу» (2004)[5]
- Орден «За заслуги» ІІІ степени (2016) (посмертно)[6]